# Акжол (Каркаралинский район)
Акжол (каз. Ақжол, до 1992 г. — Пригородное) — село в Каркаралинском районе Карагандинской области Казахстана. Административный центр аульного округа Мартбек. Код КАТО — 354873100.

## История
Основано в 1909 г.

## Население
В 1999 году население села составляло 1524 человека (791 мужчина и 733 женщины). По данным переписи 2009 года, в селе проживали 892 человека (446 мужчин и 446 женщин).